# Thomas Sablowski
Thomas Sablowski (* 1964 in Wiesbaden) ist ein deutscher Politikwissenschaftler. Seine Forschungsschwerpunkte bilden die Politische Ökonomie, die Europäische Integration und die marxistische Klassenanalyse. Er gilt als wichtiger Vertreter der Regulationsschule in Deutschland. Er ist wissenschaftlicher Mitarbeiter am Institut für Gesellschaftsanalyse der Rosa-Luxemburg-Stiftung.

## Leben
Thomas Sablowski studierte Politikwissenschaften, Soziologie und Germanistik an der Johann Wolfgang Goethe-Universität Frankfurt am Main. Nach seinem Studium promovierte er 1997 mit einer regulationstheoretischen Arbeit bei Joachim Hirsch und Wilhelm Schumm zur „Regulation und organischen Krise“ in Italien. Zuvor hatte er mit der Herausgabe von zwei Sammelbänden zur Weiterentwicklung der Regulationstheorie in Deutschland, u. a. mit Alex Demirović, beigetragen. Zwischen 1997 und 2000 war Sablowski wissenschaftlicher Mitarbeiter am DFG-Sonderforschungsbereich (SFB) „Vernetzung als Wettbewerbsfaktor“ und Lehrbeauftragter an der Johann Wolfgang Goethe-Universität in Frankfurt am Main. Anschließend wechselte Sablowski ans Wissenschaftszentrum Berlin für Sozialforschung in die Abteilung „Regulierung von Arbeit“, wo er bis 2002 arbeitete. In der Folgezeit vertrat Sablowski mehrere Professuren u. a. an der Philipps-Universität Marburg für Internationale Politische Ökonomie (2006–2008), an der Goethe-Universität in Frankfurt am Main für Vergleichende Politikwissenschaften sowie in Wien und Gießen. Seit 2012 ist Sablowski wissenschaftlicher Mitarbeiter am Institut für Gesellschaftsanalyse der Rosa-Luxemburg-Stiftung. 2024 erschien der Sammelband "Politische Ökonomie der Zeitenwende", der Sablowskis Verdienste für die Regulationstheorie ehrte.

## Forschungsschwerpunkte
Die wissenschaftlichen Arbeiten von Thomas Sablowski sind der Kritik der Politischen Ökonomie im Anschluss an Marx verpflichtet und kreisen primär um die Frage, wie die derzeitige Ausprägung des Kapitalismus in Westeuropa theoretisch verstanden werden kann. Insbesondere durch seine Arbeiten zur Finanzialisierung bzw. zum finanzdominierten Akkumulationsregime gilt er als prominenter Vertreter der französischen Regulationstheorie in Deutschland. Dabei hat er sich vor allem um eine staats- und hegemonietheoretische Erweiterung des Regulationsansatzes bemüht. Als theoretische Referenzpunkte gelten insbesondere die Arbeiten von Antonio Gramsci, Nicos Poulantzas sowie die Pariser Regulationsschule (Michel Aglietta, Alain Lipietz). Als empirische Forschungsschwerpunkte können Italien und Deutschland sowie die Europäische Union genannt werden, zu denen Sablowski zahlreiche Publikationen veröffentlichte. Dabei steht er dem europäischen Integrationsprozess und insbesondere der europäischen Währungsunion, aufgrund der damit verbunden ungleichen wirtschaftlichen Entwicklung der Mitgliedsstaaten, kritisch gegenüber. Zuletzt setzte sich Sablowski auch mit dem Aufstieg des Rechtspopulismus in der Gestalt der AfD auseinander und legte dazu Analyse mit Bezug auf die marxistische Klassenanalyse vor.

## Mitgliedschaften
Thomas Sablowski war bis zum Jahr 2018 Redaktionsmitglied der Zeitschrift PROKLA und wechselte danach in den wissenschaftlichen Beirat der Zeitschrift. Ferner ist Sablowski Fellow des Berliner Instituts für kritische Theorie (InkriT) und Mitglied im wissenschaftlichen Beirat von Attac. Er ist zudem aktiv in der Assoziation für kritische Gesellschaftsforschung (AkG), des Bundes demokratischer Wissenschaftlerinnen und Wissenschaftler (BdWi) und der Vereinten Dienstleistungsgewerkschaft (ver.di).

## Veröffentlichungen
- Mit Alex Demirović und Hans-Peter Krebs (Hrsg.): Hegemonie und Staat. Kapitalistische Regulation als Projekt und Prozess. Münster. 1992
- Mit Steffen Becker und Wilhelm Schumm (Hrsg.): Jenseits der Nationalökonomie? Weltwirtschaft und Nationalstaat zwischen Globalisierung und Regionalisierung. Hamburg. 1997.
- Italien nach dem Fordismus. Regulation und organische Krise einer kapitalistischen Gesellschaftsformation. Münster. 1998.
- Mit Wolfgang Menz und Steffen Becker. Shareholder Value gegen Belegschaftsinteressen. Der Weg der Hoechst AG zum „Life-Sciences“-Konzern. Hamburg. 1999.
- Die neue Krise des Kapitalismus: Ursachen, Folgen und Perspektive. Stuttgart. 2009.
- Mit Roland Atzmüller, Joachim Becker, Ulrich Brand, Lukas Oberndorfer, Vanessa Redak (Hrsg.): Fit für die Krise? Perspektiven der Regulationstheorie. Münster. 2013.
- Mit Judith Dellheim, Alex Demirovic, Katharina Pühl (Hrsg.): Auf den Schultern von Marx. Münster. 2021.